# Prima
Prima može biti povećana i čista.
- Čista prima je istodobno zvučanje dva tona iste visine (unisono).
- Povećana prima nastaje u melodijskom kromatskom polutonskom pomaku.